# Катаброзочка
Катабро́зочка (лат. Catabrosélla; диминутив от Catabrosa — поручейница) — род травянистых растений семейства Злаки (Poaceae), распространённый в полупустынных и высокогорных областях от Восточной Европы и Малой Азии до запада Китая.

## Ботаническое описание
Многолетние травянистые растения, (5) 10—40 (50) см высотой, голые и гладкие. Стебли прямостоячие, с расставленными узлами, у основания луковицеобразно утолщены или окутаны волокнистыми влагалищами отмерших листьев. Листья линейные, плоские или неплотно вдоль сложенные, 0,6—5 мм шириной. Влагалища от основания замкнутые до ¼ длины, реже полностью расщеплённые, без ушек. Язычки перепончатые.
Метёлки раскидистые, реже сжатые, 2,5—12 см длиной. Колоски с (1) 2—3 (4) обоеполыми цветками. Колосковые чешуи короче нижних цветковых чешуй, яйцевидные или ланцетные, с 1—3 жилками. Нижние цветковые чешуи от яйцевидных до ланцетно-продолговатых, с хорошо заметным килем, с 3—5 жилками. Верхние цветковые чешуи почти равные или немного короче нижних, с 2 выступающими килевидными жилками. Цветковых плёнок 2, обычно двулопастные. Тычинок 3, пыльники 1—4 мм длиной. Зерновки 1,2—3 мм длиной; рубчик продолговато-линейный или овальный.

## Виды
Род включает около 10 видов:
- Catabrosella araratica (Lipsky) Tzvelev — Катаброзочка араратская
- Catabrosella calvertii (Boiss.) Czerep. — Катаброзочка Кальверта
- Catabrosella fibrosa (Trautv.) Tzvelev — Катаброзочка волокнистая
- Catabrosella gillettii (Bor) Tzvelev
- Catabrosella himalaica (Hook.f.) Tzvelev
- Catabrosella humilis (M.Bieb.) Tzvelev — Катаброзочка низкая
- Catabrosella leiantha (Hack.) Czerep. — Катаброзочка голоцветковая
- Catabrosella parviflora (Boiss. & Buhse) E.B.Alexeev ex R.R.Mill — Катаброзочка мелкоцветковая, или Катаброзочка мелкоцветная
- Catabrosella variegata (Boiss.) Tzvelev — Катаброзочка разноцветная, или Катаброзочка пёстрая
- Catabrosella violacea (Boiss.) Gabrieljan — Катаброзочка фиолетовая